# Liste der denkmalgeschützten Objekte in Maria Anzbach
Die Liste der denkmalgeschützten Objekte in Maria Anzbach enthält die 9 denkmalgeschützten, unbeweglichen Objekte der Marktgemeinde Maria Anzbach im niederösterreichischen Bezirk Sankt Pölten-Land.

## Denkmäler
| Foto |                 | Denkmal | Standort                                       | Beschreibung | Metadaten |
| ---- | --------------- | --- | ---------------------------------------------- | --- | --- |
| ja   | Datei hochladen | Lengbachaquädukt HERIS-ID: 111671 Objekt-ID: 129660                                                                   | Standort KG: Getzwiesen                        | Die II. Wiener Hochquellenwasserleitung ist eine 183 Kilometer lange Trinkwasser-Versorgungsleitung für die Stadt Wien. Sie wurde auf Betreiben von Karl Lueger errichtet und nach zehnjähriger Bauzeit am 2. Dezember 1910 als II. Kaiser-Franz-Josef-Hochquellenleitung eröffnet. Das Aquädukt verbindet die Gemeinden Altlengbach und Maria Anzbach über den Lengbach, der hier die Gemeindegrenze bildet.              | BDA-Hist.: Q37825943 Status: Bescheid Stand der BDA-Liste: 2025-06-30 Name: Lengbachaquädukt GstNr.: 269/1, 493/1 Lengbachaquädukt |
| ja   | Datei hochladen | Befestigte Höhensiedlung Buchberg HERIS-ID: 112207 Objekt-ID: 130279                                                  | Buchberg Standort KG: Großraßberg              | Funde von Keramikscheiben weisen auf eine Besiedlung des Buchberg-Hochplateaus von der ausgehenden Jungsteinzeit bis zur keltischen Periode hin. Nach Ausgrabungen vermutet man, dass sich hier die größte urzeitliche Wallanlage des Wienerwaldes mit rund 350 bis 400 Meter Länge und etwa 150 Meter Breite befand. Das Areal der Höhensiedlung erstreckt sich über Gebiete der Gemeinden Maria Anzbach und Neulengbach. | BDA-Hist.: Q64512548 Status: Bescheid Stand der BDA-Liste: 2025-06-30 Name: Befestigte Höhensiedlung Buchberg GstNr.: .48, 376/13, 376/14, 376/28, 376/29, 376/30, 376/41, 376/42, 376/43, 376/45, 376/46, 376/47, 376/48, 376/49, 376/50, 376/59, 376/60, 381, 429/47, 429/48, 429/57 Buchberg (Wienerwald) |
| ja   | Datei hochladen | Kapelle hl. Martin HERIS-ID: 61078 Objekt-ID: 73485                                                                   | Marktplatz 9, neben Standort KG: Maria Anzbach | Die auf den hl. Martin geweihte Kapelle ist ein hoher spätgotischer Bau aus dem frühen 16. Jahrhundert an der Nordostecke des um die Pfarrkirche ummauerten Bereichs. | BDA-Hist.: Q38094261 Status: § 2a Stand der BDA-Liste: 2025-06-30 Name: Kapelle hl. Martin GstNr.: .2 Chapel St. Martin, Maria-Anzbach |
| ja   | Datei hochladen | Amtsgebäude, altes Gemeindeamt HERIS-ID: 61077 Objekt-ID: 73484                                                       | Marktplatz 9 Standort KG: Maria Anzbach        | In dem im Jahr 1750 als Schule errichteten Gebäude war ab 1907 das Gemeindeamt untergebracht, ab 1910 das Postamt und ab 1920 die Gendarmerie. | BDA-Hist.: Q38094249 Status: § 2a Stand der BDA-Liste: 2025-06-30 Name: Amtsgebäude, altes Gemeindeamt GstNr.: 437 Former school & municipal office, Maria-Anzbach |
| ja   | Datei hochladen | Kath. Pfarrkirche Unsere liebe Frau als Mutter der Barmherzigkeit und ehem. Friedhof HERIS-ID: 34415 Objekt-ID: 32713 | Marktplatz 23 Standort KG: Maria Anzbach       | Die mächtige spätgotische Staffelkirche steht im Ortszentrum auf einem Plateau mit teils mittelalterlicher Ummauerung. Sie hat ein dreischiffiges Langhaus mit hohem sternrippengewölbtem Mittelschiff, 1468–1491 erbaut, und einen mächtigen vorgestellten Westturm. 1529 durch die Türken zerstört, wurde sie 1629 wieder errichtet und als Wehrkirche adaptiert.                                                        | BDA-Hist.: Q37957935 Status: § 2a Stand der BDA-Liste: 2025-06-30 Name: Kath. Pfarrkirche Unsere liebe Frau als Mutter der Barmherzigkeit und ehem. Friedhof GstNr.: .1, 437 Pfarrkirche Unsere liebe Frau als Mutter der Barmherzigkeit, Maria-Anzbach                                                      |
| ja   | Datei hochladen | Landeskindergarten, ehem. Kloster HERIS-ID: 61083 Objekt-ID: 73490                                                    | Marktplatz 24 Standort KG: Maria Anzbach       | Ehemaliges Kloster der Barmherzigen Schwestern von Heiligen Vinzenz von Paul. 1898 erbaut, bis 1973 Altersheim, danach Umbau zum Landeskindergarten. | BDA-Hist.: Q38094285 Status: § 2a Stand der BDA-Liste: 2025-06-30 Name: Landeskindergarten, ehem. Kloster GstNr.: 443 |
| ja   | Datei hochladen | Schönbeck-Mühle, heute Heimatmuseum HERIS-ID: 50200 Objekt-ID: 54928                                                  | Schmiedgasse 28 Standort KG: Maria Anzbach     | Urkundlich 1555 und 1681 erwähnt, bis 1940 in Betrieb, 1985 restauriert. Dreiflügeliger Bau, straßenseitig lang gestrecktes eingeschoßiges Hauptgebäude. | BDA-Hist.: Q38038723 Status: § 2a Stand der BDA-Liste: 2025-06-30 Name: Schönbeck-Mühle, heute Heimatmuseum GstNr.: 447/2 Schönbeck-Mühle, Maria-Anzbach |
| ja   | Datei hochladen | Hausberg Waasen HERIS-ID: 34414 Objekt-ID: 32712                                                                      | Brauhausbreiten Standort KG: Maria Anzbach     | | BDA-Hist.: Q37957921 Status: Bescheid Stand der BDA-Liste: 2025-06-30 Name: Hausberg Waasen GstNr.: 392/2 |
| ja   | Datei hochladen | Annunziatakloster der Franziskaner-Missionarinnen „Am Stein“ HERIS-ID: 61085 Objekt-ID: 73492                         | Klosterstraße 5 Standort KG: Unteroberndorf    | Das am 4. August 1898 gegründete Annunziatakloster „Am Stein“ in der Klosterstraße 5 nördlich von Furth – die erste Niederlassung der Franziskanerinnen Missionarinnen Mariens in Österreich – stellte Ende März 2011 den Betrieb ein. | BDA-Hist.: Q38094299 Status: § 2a Stand der BDA-Liste: 2025-06-30 Name: Annunziatakloster der Franziskaner-Missionarinnen „Am Stein“ GstNr.: .192, .257, .258, 710/5, 710/3, 710/2, 710/1, 1097, 705/1 Annunziatakloster Am Stein, Maria-Anzbach                                                             |